# Fakulta tropického zemědělství České zemědělské univerzity v Praze
Fakulta tropického zemědělství (FTZ) je součástí České zemědělské univerzity v Praze (ČZU). Fakulta vznikla v roce 2013 rozhodnutím akademického senátu ČZU v Praze z Institutu tropů a subtropů (ITS). 
V čele fakulty je děkan. Od dubna 2025 je děkanem FTZ doc. Ing. Hynek Roubík, Ph.D.. 
Fakulta sídlí v budově Pavilonu tropického zemědělství, v areálu České zemědělské univerzity v Praze naSuchdole.

## O fakultě
Fakulta tropického zemědělství (FTZ) České zemědělské univerzity v Praze je v naší zemi ojedinělým pracovištěm s více než padesátiletou tradicí zaměřeným na problematiku zemědělství, rozvoje venkova a trvale udržitelného nakládáním s přírodními zdroji v tropech a subtropech.
Mise fakulty:
Posláním fakulty je vzdělávání zahraničních i českých studentů v oborech tropického a subtropického zemědělství, rozvoje venkova a udržitelného nakládání s přírodními a energetickými zdroji v tropech a subtropech. Součástí  poslání je tvorba výzkumných výsledků v oblasti zemědělských, biologických a sociálních věd a jejich aplikace do specifických podmínek tropických oblastí a rozvojových zemí.
Vize fakulty:
Býti prestižním pracovištěm s velmi specifickým zaměřením v rámci České republiky, které umožní transfer nejnovějších poznatků a technologií mezi ČR, EU a tropickými regiony, při plném respektování hodnot místních komunit rozvojového světa a úrovně jejich socio-ekonomického a technologického rozvoje.

## Studium
Fakulta tropického zemědělství nabízí studium v bakalářských, magisterských a doktorských studijních programech, přičemž studium v magisterských programech probíhá výhradně v anglickém jazyce. Významný podíl studentů tvoří studenti ze zahraničí. V průběhu studia nabízí fakulta svým studentům stáže na partnerských univerzitách v EU a v případě magistrů a doktorandů je možnost realizovat praxe a výzkumné aktivity přímo v tropických a subtropických oblastech. Mezi přední oblasti zájmu v tropech a subtropech patří především udržitelné zemědělství, ochrana a udržitelné nakládání s přírodními zdroji, udržitelná živočišná produkce, management a ochrana volně žijících zvířat, rozvoj venkova, zpracování potravin a potravinová bezpečnost, alternativní technologie na bázi obnovitelných zdrojů energie, ekonomie a sociologie venkova v rozvojových zemích. 
Absolventi FTZ nacházejí uplatnění jak v soukromém sektoru, tak i ve vládních i nevládních institucích, v ČR, EU i ve světě, které se zabývají obecně problematikou rozvojových zemí, obchodem, vzděláváním, transferem technologií a v neposlední řadě i vědecko-výzkumnou činností v tropech.

## Historie
Fakulta tropického zemědělství je součástí České zemědělské univerzity v Praze (ČZU), založena byla v roce 1964 pod názvem Institut tropického a subtropického zemědělství a v roce 2005 přejmenována na Institut tropů a subtropů. V roce 2013 se Institut tropů a subtropů transformoval rozhodnutím akademického senátu ČZU v Praze na Fakultu tropického zemědělství.

### Ředitelé
- prof. MVDr. Jaroslav Červenka, CSc. (1965–1972)
- prof. Ing. František Pospíšil, CSc. (1972–1977)
- doc. Ing. Jiří Jára, CSc. (1977–1987)
- prof. Ing. Jiří Havel, CSc. (1987–1989)
- doc. MVDr. Jiří Houška, CSc. (1990–1991)
- prof. Ing. Jan Bláha, CSc. (1991–1995)
- doc. Ing. Karel Otto, CSc. (1996–2000)
- prof. Ing. Bohumil Havrland, CSc. (2000–2012)
- doc. Ing. Jan Banout, Ph.D. (od 2012–2013)

Děkani
- doc. Ing. Jan Banout, Ph.D. (2013–2021)
- prof. dr. ir. Patrick Van Damme (2021–2025)
- doc. Ing. Hynek Roubík, Ph.D. (2025-doposud)

## Studijní programy

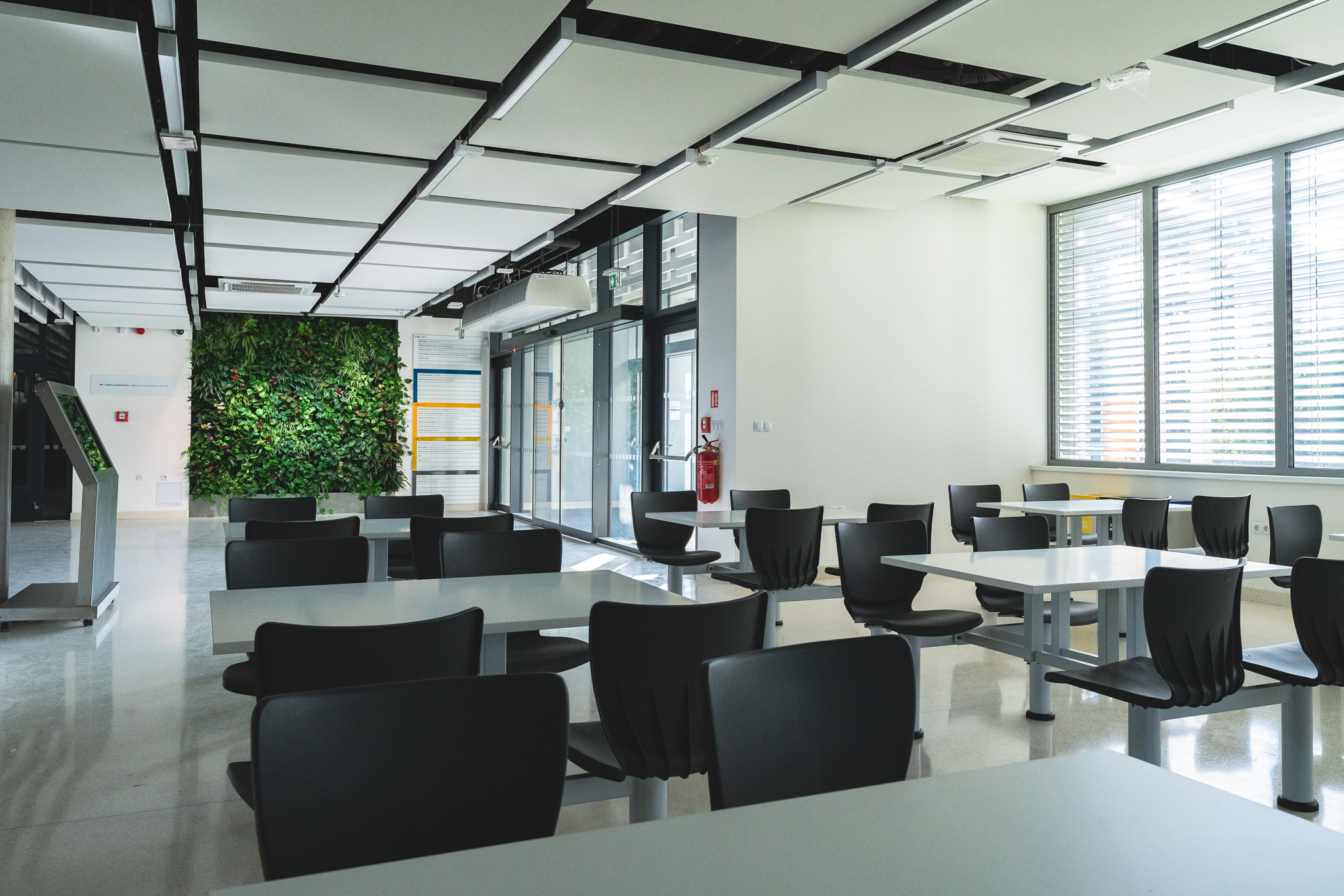
Interiér Pavilonu tropického zemědělství

- bakalářské (v českém nebo anglickém jazyce)
  - Tropické zemědělství[3]
  - International Cooperation in Agriculture and Rural Development[4]
- magisterské (v anglickém jazyce)
  - Agri-food Systems and Rural Development[5]
  - International Development and Agricultural Economics - možnost studovat také jako Double Degree[6]
  - Tropical Crop Management and Ecology[7] 
  - Tropical Forestry and Agroforestry[8] 
  - Tropical Farming Systems - Double Degree[9] 
  - Wildlife and Livestock Production, Management and Conservation[10]
  - Tropical Agroecology - online program
  - Global Forestry - Multiple Degree
- doktorské (v anglickém jazyce)
  - Sustainable Rural Development in the Tropics and Subtropics[11]
  - Agriculture in Tropics and Subtropics[12] 
  - Tropical Agrobiology and Bioresource Management[13]

## Katedry a součásti FTZ

### Katedra chovu zvířat a potravinářství v tropech (KCHZPT)
Vedoucí: Mgr. Barbora Černá Bolfíková, Ph.D.
Aktivity KCHZPT zasahují především do oblasti chovu a zlepšení užitkových vlastností plemen hospodářských zvířat, chovu a ochranu původních živočišných druhů, výživy a krmení zvířat v tropech, zoohygieny a prevence onemocnění zvířat, etologie domácích i divoce žijících zvířat a zpracování zemědělských produktů v návaznosti na zdravotní nezávadnost a hygienu výroby potravin. Katedra spravuje farmový chov antilopy losí (Taurotragus oryx) na Školním zemědělském podniku ČZU v Praze v Lánech a členové katedry se pod hlavičkou spolku Derbianus Conservation podílí na řízení chovu kriticky ohrožené antilopy Derbyho (Taurotragus derbianus derbianus) v lidské péči v Senegalu.

### Katedra ekonomiky a rozvoje (KER)
Vedoucí: Ing., Dr. sc. agr., Dr. sc. habil. Miroslava Bavorová
Aktivity Katedry ekonomiky a rozvoje směřují k vzdělávání odborníků a výzkumu v oborech zemědělské ekonomiky a rozvoje venkova, které mají přímý dopad na rozvoj zemědělství a venkova v oblastech tropů a subtropů. Základním zaměřením katedry je orientace na udržitelné strategie pro snižování chudoby v rozvojových zemích, které vychází z tradic a aktivní účasti místního obyvatelstva s ohledem na minimalizaci negativních dopadů na životní prostředí.

### Katedra tropických plodin a agrolesnictví (KTPA)
Vedoucí: prof. Ing. Bohdan Lojka, Ph.D.
Hlavním cílem Katedry tropických plodin a agrolesnictví je výchova, vzdělávání odborníků a výzkum v oboru rostlinné produkce v tropech a subtropech. Výzkum je zaměřen na výběr genetického materiálu a zpracování technologií pěstování méně známých tropických a subtropických plodin, agrolesnictví a izolaci a identifikaci nových látek z tropických a subtropických plodin a testování jejich bioaktivity, výživné hodnoty a chemického složení.

### Katedra udržitelných technologií (KUT)
Vedoucí: prof. Ing. Jan Banout, Ph.D.
Katedra udržitelných technologií se zaměřuje na výuku a výzkum v technicko-environmentálních oborech, které mají přímý dopad na rozvoj zemědělství a venkova tropů a subtropů. Katedra se orientuje na tzv. „vhodné technologie“ (tzv. Appropriate technologies) v rozvojových zemí. Základem těchto technologií jsou minimální negativní dopady na životní prostředí, využívání obnovitelných zdrojů energie a jejich adopce pro místní podmínky.
Součástí Katedry udržitelných technologií je i BioResources and Technology Division, mezinárodní multidisciplinární vědecký tým pod vedením doc. Ing. Hynka Roubíka, Ph.D.

### Botanická zahrada FTZ
Vedoucí: Ing. Anežka Daníčková
Provoz sbírkových a pracovních skleníků, které byly vybudovány současně s výstavbou celého komplexu Vysoké školy zemědělské, byl zahájen 1. ledna 1968. Vedle výuky studentů FTZ zde probíhá i výuka studentů z kateder botaniky, zahradnictví a příležitostně i z jiných kateder ČZU. Botanická zahrada je členěna podle teplotních nároků rostlin a podle typu pracovního zaměření.

## Studentské organizace

### Be Fair
Na FTZ působí studentská organizace Be Fair, která vznikla z akční skupiny pro fair trade již v roce 2013. Hlavní témata jsou: důstojné pracovní podmínky, ekologická udržitelnost, rozvoj komunit, spravedlivá cena a zákaz dětské práce – to vše jsou rovněž také pilíře Fair trade. Be Fair podporuje eticky obchodované produkty, které se zaručují, že při jejich výrobě nedochází k porušování lidských a pracovních práv, práv dětí a k nevratnému poškozování životního prostředí. Snaží se jít příkladem ve společensky uvědomělém chování a podporovat informovanost veřejnosti o rozvojové problematice. Kromě fairtradových produktů také podporuje lokální potraviny.
Přínos spočívá zejména v organizovaní či spoluorganizování rozličných akcí jako fairtradové snídaně, výstavy, cestovatelské přednášky a jiné. Spolupracují i s jinými organizacemi (např. NaZemi, Ekumenická akademie aj.), které se též hlásí ke společenské odpovědnosti. Navštěvují konference a své poznatky publikují. Od začátku roku 2014 Be Fair vstoupil do Asociace společenské odpovědnosti a od začátku roku 2015 se stali jednou z prvních HateFree zón v Praze.
Zásluhou aktivit Be Fair se Fakulta tropického zemědělství stala první faitradovou fakultou v Praze.